# Rungwecebus kipunji
Rungwecebus kipunji — вид приматов из семейства мартышковых, выделяемый в монотипный род Rungwecebus.

## Обнаружение
Этот примат был обнаружен независимо исследователями из Ассоциации защиты дикой природы, Университета Джорджии и Международного общества сохранения природы в декабре 2003 и июле 2004 года, что сделало его первым новым обнаруженным видом африканских приматов с 1984 года. Сначала он был причислен к роду бородатых мангобеев, однако вскоре выяснилось, что генетически и морфологически он ближе к павианам, поэтому для него был введён отдельный род, Rungwecebus, названный в честь вулкана Рунгве, где он был обнаружен.

## Распространение
Обитает в горных лесах Танзании: в лесном заказнике Ндулулу, рядом с национальным парком Удзунгва-Маунтинс, а также имеется обособленная популяция в 400 км от Ндулулу на горе Рунгве и в национальном парке Китуло. Леса Рангве сильно пострадали от деятельности человека, что при ухудшении ситуации может привести к разделению популяции на три части. Леса Ндулулу в более стабильном состоянии, но популяция там меньше.

## Описание
Самцы имеют длину от 85 до 90 см, вес оценивается от 10 до 16 кг. Относительно длинная шерсть коричневая или светло-коричневая, белая на конце хвоста и брюхе. Кисти верхних конечностей, ступни и морда пократы тёмной шерстью. На голове имеется хохолок. Эти приматы не обнаруживают признаков полового диморфизма в окрасе шерсти.
У Rungwecebus kipunji необычный крик, описанный исследователями как «хрюкающе-лающий» (англ. horn-bark), что отличает его от близких родственников, гривистого и чёрного мангобеев.

## Статус популяции
Международный союз охраны природы присвоил этому виду статус находящегося под критической угрозой. Площадь его ареала составляет лишь 17,7 км2 в двух оторванных друг от друга популяциях. Популяция Ндулулу насчитывает всего 75 животных, разделённых на группы в 15—25 особей, в лесах Рунгве обитают около 1000 животных в группах по 25—40 особей.
Известно два хищника, охотящихся на этих обезьян: венценосный орёл и леопард, поэтому главные угрозы сохранности вида исходят от человека, это в первую очередь разрушение среды обитания и охота.